# Айолот
Айолот (лат. Bipes biporus) — вид пресмыкающихся из семейства двуногов (Bipedidae). Эндемик Мексики. Обитает на Калифорнийском полуострове.
Общая длина достигает 15—23 см. Голова короткая, закруглённая с маленькими глазами. Тело имеет червеобразную форму, покрыто мелкой, гладкой чешуёй. Хвост короткий, заострённый. Задние конечности редуцированы. Передние конечности короткие с пятью пальцами, снабжёнными длинными коготками. Язык раздвоенный.
Любит песчаные почвы, полупустыни. Большую часть жизни проводит под землёй, роя свои ходы и норы. На поверхности появляется после дождя. Активен ночью. Питается насекомыми, главным образом муравьями и термитами.
Яйцекладущий вид. Самка в июле откладывает 1—4 яйца. Через 2 месяца появляются молодые двуноги.
Продолжительность жизни 1—2 года.